# Маркус Фрота
Маркус Фрота (порт. Marcos Frota) — бразильський актор, власник цирку, підприємець та акробат.

## Біографія
Народився 29 вересня 1956 році в Ґуашупе, Мінас-Жерайс, Бразилія.
В Україні відомий завдяки різним телевізійним серіалам телекомпанії Ґлобу, в котрих активно знімається з 1984 року: «Тропічний шлях» (1984), «Секрет тропіканки» (1993), «Нова жертва» (1995), «Клон» (2001) та інші. В Україні він найбільш відомий з телесеріалу «Клон», у ролі Ешкобара. Також, крім серіалів, брав участь у зйомках художніх фільмів.

## Особисте життя
З 1976—1993р був одружений з підприємицею Сібелою Феррейрою, яка загинула в автокатастрофі в 1993 році. Від першої дружини було троє дітей: Амараліна 1979 року народження, Апоена 1981 року народження і Таінья 1989 року народження. У 1996 році почав зустрічатися з актрисою Кароліною Дікманн, з якою був одружений у 1997—2003 роках, народився син Давид в 1999 році.

## Фільмографія
| Рік  | Назва                                          | Роль       | Примітки       |
| ---- | ---------------------------------------------- | ---------- | -------------- |
| 1985 | Tropclip                                       | Emiliano   |                |
| 1985 | Os Bons Tempos Voltaram: Vamos Gozar outra vez | Edinho     |                |
| 1988 | Banana Split                                   | Ted        |                |
| 1993 | Vagas para Moças de Fino Trato                 | Alfredo    |                |
| 2000 | Xuxa Popstar                                   | JP         |                |
| 2012 | Мадагаскар 3                                   | Стефано    | Дубляж         |
| 2013 | Orlando Orfei, O Homem do Circo Vivo           | Ele mesmo  | Документальний |
| 2017 | Os Saltimbancos Trapalhões: Rumo a Hollywood   | Assis Satã |                |

## Телебачення
| Рік     | Назва                 | Роль                                | Примітки |
| ------- | --------------------- | ----------------------------------- | --- |
| 1976    | Суд                   | Фернанду                            | |
| 1976    | Рабиня Ізаура         | Евріпід                             | |
| 1977    | Ніна                  | Давид                               | |
| 1979    | Малу жінка            | Ездрас                              | Епізод: «Тиша Божа» |
| 1979    | Важке навантаження    | Жусто                               | Епізод: «Пошук» |
| 1982    | Вони для них          | Отавіу                              | |
| 1983    | Фернандо да Ґата      | Жуан Рамірес                        | |
| 1984    | Анархісти, слава Богу | Ремо Ґаттай                         | |
| 1984    | Істинний випадок      | Тоні / Теодору                      | Епізод: ''Надія'' Епізод: ''Близнюки''                                                                                         |
| 1984    | Тропічний Шлях        | Теофілу де Оліва Салґадо (Теозінью) | |
| 1986    | Шахрайство            | Рікарду Перейра Романо (Рік)        | |
| 1987    | Інший                 | Педру Ернесту Делла Санта           | |
| 1987    | Sassaricando          | Карлос Алберто Баселлар (Бету)      | |
| 1989    | Секс Ангелів          | Томас                               | |
| 1990    | Чорний Міко           | Астор                               | |
| 1991    | Вампір                | Ауґусто Сержіу                      | |
| 1993    | Секрет тропіканки     | Тонью                               | |
| 1995    | Нова Жертва           | Дієґо Буено                         | |
| 1996-97 | Фітнес                | Уґо                                 | 2 сезон |
| 1997    | Індомада              | Артеміу                             | |
| 1998    | Непохитна Хілія       | Падре Ґералду                       | |
| 1998    | Одного разу…          | Орасіу Занелла                      | |
| 2000    | Бразильська Акварель  | Казака                              | |
| 2000    | Уґа Уґа               | Ніколаус Карабастус Жуніор (Нікос)  | |
| 2001    | Клон                  | Данілу Ешкобар                      | |
| 2003    | Шоколад з перцем      | Кажан                               | Епізоди: ''3-5 грудня'' |
| 2005    | Америка               | Педру Жатоба                        | |
| 2008    | Casos e Acasos        | Евандру / Сезар / Алберту           | Епізод: «Флагра. Відставка і усиновлення» Епізод: «Автомобіль, електронна пошта і репер» Епізод: «Ультиматум, вандал і пенсія» |
| 2008    | Зробіть свою історію  | Пасажир                             | Епізод: ''Нічні гонки'' |
| 2010    | Ti Ti Ti              | Масса                               | |
| 2015    | Фітнес                | Менелау Меллу                       | Епізод: «17 серпня — 18 вересня»                                                                                               |
| 2016    | Tá no Ar: A TV na TV  | Тонью де Лука                       | Епізод: «17 лютого» |
| 2016    | Сонце, що сходить     | Бету Марамбая                       | Епізоди: «9-11 листопада» |